# Фарс
Фарс (фр. Farce) — комедия лёгкого содержания с внешними комическими приёмами.
В Средневековье фарсом также назывался вид народного театра и литературы, распространённый в XIV—XVI веках в западноевропейских странах. Созрев внутри мистерии, фарс в XV веке обретает свою независимость, а в следующем столетии становится господствующим жанром в театре и литературе. Приёмы фарсовой буффонады сохранились в цирковой клоунаде.
Основной стихией фарса являлась не сознательная политическая сатира, а непринуждённое и беззаботное изображение городского быта со всеми его скандальными происшествиями, непристойностью, грубостью и весельем. Во французском фарсе часто варьировалась тема скандала между супругами.
В современном русском языке фарсом обычно называют профанацию, имитацию какого-либо процесса, например, судебного. Ярким примером является «Повесть о Шемякином суде».